# Тарабарова, Светлана Васильевна
Светла́на Васи́льевна Тараба́рова (укр. Світлана Василівна Тарабарова; род. 26 июля 1990, Херсон, Украинская ССР) — украинская певица, композитор и автор песен, музыкальный продюсер, актриса, обладательница национальной музыкальной премии «Песня года 2014», номинант национальных музыкальных премий. Бывшая солистка поп-группы Real O.

## Биография
Родилась в многодетной семье. Отец работал на заводе, мать — воспитателем в детском саду. В детстве Светлана хотела стать водителем, но склонность к музыке возобладала, поэтому, окончив школу, она переехала в Киев учиться в Киевскую муниципальную академию эстрадного и цирковых искусств. С 13 лет Тарабарова выступала в танцевальном коллективе «Оазис».
В 2008 году Тарабарова стала участницей «Фабрики звёзд», где получила псевдоним Алиса. Светлана стала одной из любимиц Натальи Могилевской, ведь именно она отдала девушке свой танцевальный сольный номер, когда та после операции пропустила один концерт.

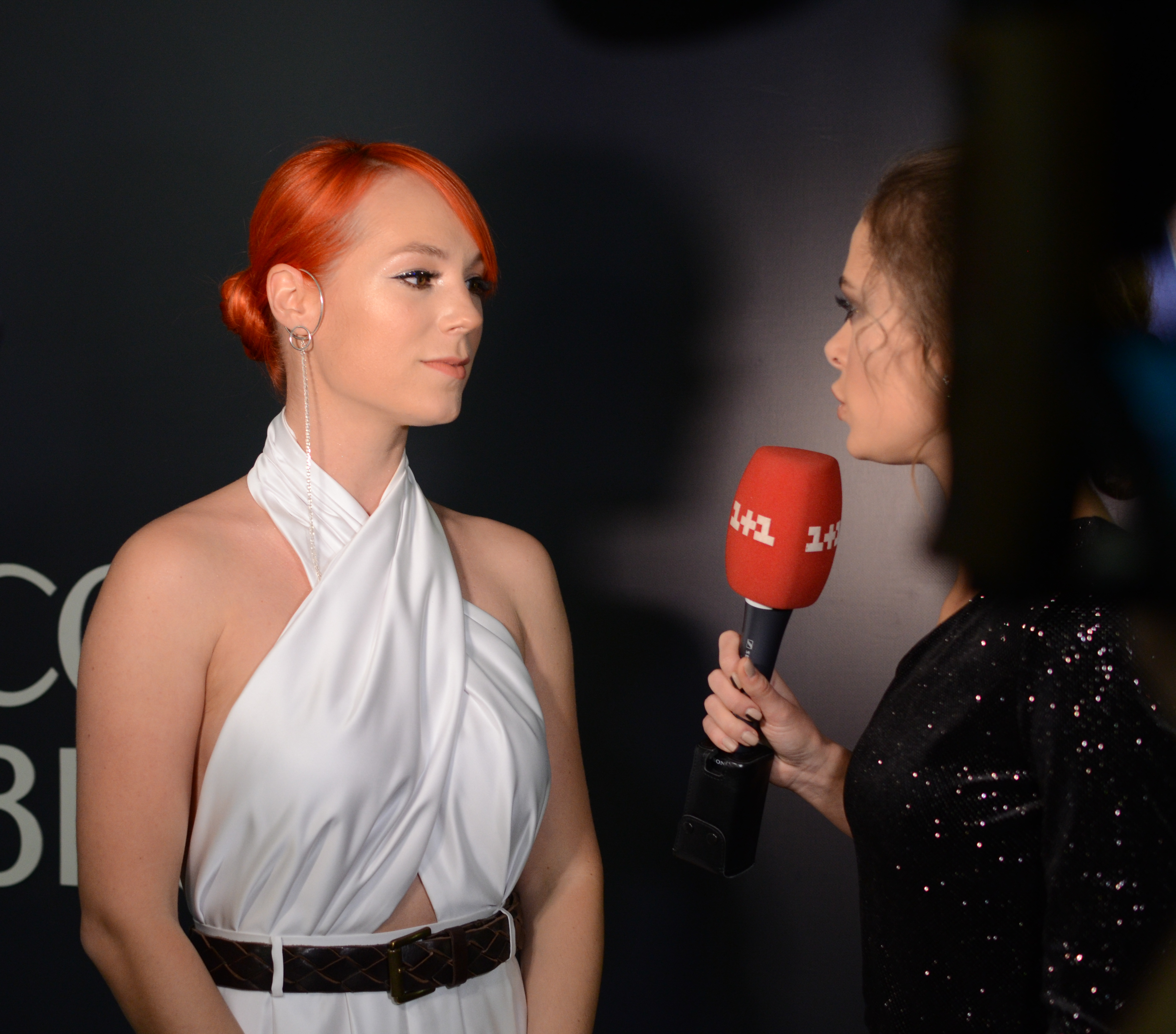
Тарабарова на фестивале M1 Music Awards 2019

Заняв на проекте второе место, Тарабарова стала участницей новой женской группы Real O, в которой пробыла четыре года.
В 2012 году Тарабарова покинула коллектив и начала сольную карьеру, отказавшись от псевдонима Алиса в пользу настоящего имени. 18 июня того же года на телеканале M1 состоялась премьера дебютного сольного видеоклипа певицы на композицию «Не касается». В ноябре Тарабарова представила видео на песню «Музыка для двоих».
В 2016 году принимала участие в полуфинале национального отбора песенного конкурса «Евровидение 2016».

### Личная жизнь
Состояла в отношениях с В. Дантесом.
Муж — Алексей Бондарь, её концертный директор; старше на 14 лет. Они познакомились в 2011 году в Одессе на Дерибасовской, а через 5 лет в октябре сыграли свадьбу.
9 сентября 2018 родила сына, которого назвала Иван. Сын родился в 23 часа 25 минут, и именно в честь этого времени получил своё название третий альбом артистки, презентация которого состоялась 11 октября.
23 сентября 2020 года родила дочь Марию. 19 апреля 2023 года родила третьего ребёнка — девочку, которую назвали Полина.
С. Тарабарова замечала, что фраза о том, что после беременности женщина возобновляется, её раздражает: "Я за эту фразу хочу взять этого человека и потрусить или заставить его трижды родить. Каждая беременность – это очень сложный физический труд. Твои органы в шоке. И ты в шоке".

## Дискография
В составе группы Real O
- Платье (2010)

Сольно
- Мир всем (2014)
- Вірю.Знаю (2015)
- 23:25 (2018)
- Дитячий альбом (2023)